# Međunarodni dan izbjeglica
Međunarodni dan izbjeglica ili Svjetski dan izbjeglica je međunarodni događaj koji svake godine, 20. lipnja, organiziraju Ujedinjeni narodi. Na taj se dan skreće pozornost na izazove s kojima se izbjeglice diljem svijeta suočavaju te se odaje priznanje postignućima ljudi s tim statusom. Dan je prvi put obilježen 20. lipnja 2001. godine kao dio obilježavanja 50. obljetnice Konvencije iz 1951. godine o pravnom položaju izbjeglica. Svjetski dan izbjeglica se također slavi kroz Svjetski tjedan izbjeglica, a namijenjen je pružanju važne prilike tražiteljima azila i izbjeglicama da budu viđeni, saslušani i cijenjeni od zajednice u kojoj žive.

## Povijest
Izbjeglica je pojedinac koji napušta svoju zemlju zbog posljedica rata, sukoba, progona i nasilja s kojima se suočava u svojoj domovini. Prelazeći međunarodne granice, neki se izbjeglice često odlučuju ostaviti sve iza sebe noseći samo minimalnu odjeću i imovinu, s planom pronalaženja sigurnosti i utočišta u drugoj zemlji.
Konvencija o izbjeglicama iz 1951. godine priznaje izbjeglicu kao pojedinca koji nije u mogućnosti vratiti se u svoju zemlju porijekla zbog osnovanog straha da će biti pogođen zbog svoje rase, religije, pripadnosti određenoj društvenoj skupini ili zbog drugačijih političkih mišljenja. Dana 4. prosinca 2000. godine Opća skupština Ujedinjenih naroda donijela je Rezoluciju 55/76 kojom je odredila da će se 20. lipnja, od 2001. godine nadalje, slaviti kao Svjetski dan izbjeglica.